# Communauté de communes des Pays de Cayres et de Pradelles
Die Communauté de communes des Pays de Cayres et de Pradelles ist ein französischer Gemeindeverband mit der Rechtsform einer Communauté de communes im Département Haute-Loire der Region Auvergne-Rhône-Alpes. Sie wurde am 31. Dezember 2000 gegründet und umfasst 20 Gemeinden. Der Sitz der Verwaltung befindet sich im Ort Costaros.

## Historische Entwicklung
Mit Wirksamkeit vom 1. Januar 2018 traten die Gemeinden Saint-Christophe-d’Allier und Saint-Vénérand von der Communauté de communes des Rives du Haut Allier zum hiesigen Verband über.

## Mitgliedsgemeinden
| Gemeinde                                                  | Einwohner 1. Januar 2022 | Fläche km² | Dichte Einw./km² | Code INSEE | Postleitzahl |
| --------------------------------------------------------- | ------------------------ | ---------- | ---------------- | ---------- | ------------ |
| Alleyras                                                  | 153                      | 24,86      | 6                | 43005      | 43580        |
| Arlempdes                                                 | 148                      | 13,74      | 11               | 43008      | 43490        |
| Barges                                                    | 106                      | 7,02       | 15               | 43019      | 43340        |
| Cayres                                                    | 687                      | 29,22      | 24               | 43042      | 43510        |
| Costaros                                                  | 552                      | 3,85       | 143              | 43077      | 43490        |
| Lafarre                                                   | 82                       | 13,02      | 6                | 43109      | 43490        |
| Landos                                                    | 869                      | 36,51      | 24               | 43111      | 43340        |
| Le Bouchet-Saint-Nicolas                                  | 271                      | 19,31      | 14               | 43037      | 43510        |
| Ouides                                                    | 52                       | 10,69      | 5                | 43145      | 43510        |
| Pradelles                                                 | 535                      | 17,48      | 31               | 43154      | 43420        |
| Rauret                                                    | 200                      | 20,75      | 10               | 43160      | 43340        |
| Saint-Arcons-de-Barges                                    | 116                      | 15,38      | 8                | 43168      | 43420        |
| Saint-Christophe-d’Allier                                 | 86                       | 19,30      | 4                | 43173      | 43340        |
| Saint-Étienne-du-Vigan                                    | 90                       | 9,43       | 10               | 43180      | 43420        |
| Saint-Haon                                                | 277                      | 37,57      | 7                | 43192      | 43340        |
| Saint-Jean-Lachalm                                        | 303                      | 34,64      | 9                | 43198      | 43510        |
| Saint-Paul-de-Tartas                                      | 193                      | 27,47      | 7                | 43215      | 43420        |
| Saint-Vénérand                                            | 60                       | 9,68       | 6                | 43225      | 43580        |
| Séneujols                                                 | 301                      | 12,24      | 25               | 43238      | 43510        |
| Vielprat                                                  | 67                       | 7,24       | 9                | 43263      | 43490        |
| Communauté de communes des Pays de Cayres et de Pradelles | 5.148                    | 369,40     | 14               | –          | –            |